# Robert Thirsk
Robert Brent „Bob” Thirsk OC (ur. 17 sierpnia 1953 w New Westminster) – kanadyjski astronauta, inżynier, lekarz. 
W grudniu 1983 został wybrany do kanadyjskiego programu kosmicznego. W lutym 1984 rozpoczął szkolenie na astronautę. W październiku 1984 był dublerem specjalisty ładunku, Marca Garneau, w misji STS-41-G.
Jego pierwszą misją kosmiczną była STS-78 w 1996. W 2008 uzyskał przydział do drugiego lotu. 27 maja 2009 na pokładzie statku Sojuz TMA-15 wystartował na Międzynarodową Stację Kosmiczną. Na Ziemię powrócił 1 grudnia po blisko 188 dniach pobytu w przestrzeni kosmicznej.
W 2012 roku opuścił Kanadyjską Agencję Kosmiczną i podjął pracę w Canadian Institutes of Health Research. W 2014 został kanclerzem (odpowiednik rektora) Uniwersytetu Calgary na czteroletnią kadencję.

## Odznaczenia
- Officer Orderu Kanady – nadanie 2013, wręczenie (inwestytura) 2014[1]
- Order Kolumbii Brytyjskiej
- Medal Diamentowego Jubileuszu Królowej Elżbiety II (wersja kanadyjska) – 2012[2]
- NASA Distinguished Public Service Medal – Stany Zjednoczone
- NASA Space Flight Medal (dwukrotnie) – Stany Zjednoczone
- Medal „Za zasługi w podboju kosmosu” – Rosja, 2011[3]
- Universal Astronaut Insignia za lot orbitalny (nr 350) – Stowarzyszenie Uczestników Lotów Kosmicznych (Association of Space Explorers(inne języki))[4]

## Wykaz lotów
| Loty kosmiczne, w których uczestniczył Robert B. Thirsk                  | Loty kosmiczne, w których uczestniczył Robert B. Thirsk | Loty kosmiczne, w których uczestniczył Robert B. Thirsk | Loty kosmiczne, w których uczestniczył Robert B. Thirsk | Loty kosmiczne, w których uczestniczył Robert B. Thirsk | Loty kosmiczne, w których uczestniczył Robert B. Thirsk | Loty kosmiczne, w których uczestniczył Robert B. Thirsk |
| Nr                                                                       | Data startu                                             | Statek kosmiczny                                        | Data lądowania                                          | Statek kosmiczny                                        | Funkcja                                                 | Czas trwania                                            |
| ------------------------------------------------------------------------ | ------------------------------------------------------- | ------------------------------------------------------- | ------------------------------------------------------- | ------------------------------------------------------- | ------------------------------------------------------- | ------------------------------------------------------- |
| 1                                                                        | 20 czerwca 1996 14:49:00                                | STS-78 Columbia F-20                                    | 7 lipca 1996 12:36:34                                   | STS-78 Columbia F-20                                    | Specjalista ładunku (PS-2)                              | 16 dni 21 godzin 47 minut i 34 sekundy                  |
| 2                                                                        | 27 maja 2009 10:34:53                                   | Sojuz TMA-15                                            | 1 grudnia 2009 07:16:31                                 | Sojuz TMA-15                                            | Inżynier pokładowy                                      | 187 dni 20 godzin 41 minut i 38 sekund                  |
| Łączny czas spędzony w kosmosie — 204 dni 18 godzin 29 minut i 12 sekund |                                                         |                                                         |                                                         |                                                         |                                                         |                                                         |